# Vlad, l'impalatore
Vlad, l'impalatore (Vlad Tepes) è un film del 1979 diretto da Doru Nastase.